# Brezovica, Slovenia
Brezovica là một khu tự quản (tiếng Slovenia: občine, số ít – občina) trong vùng Osrednjeslovenska của Slovenia. Brezovica có diện tích 91.2 km2, dân số là theo điều tra ngày 31 tháng 3 năm 2002 là 9334 người. Thủ phủ khu tự quản Brezovica đóng tại Brezovica pri Ljubljani.